# کلیرمونت
کلیرمونت (به انگلیسی: Clearmont) یک شهر در ایالات متحده آمریکا است که در شهرستان نوداوای، میزوری واقع شده‌است. کلیرمونت ۰٫۴۱ کیلومتر مربع مساحت و ۱۷۰ نفر جمعیت دارد و ۲۹۶ متر بالاتر از سطح دریا واقع شده‌است.